# Lettische Badmintonmeisterschaft 2017
Die Lettische Badmintonmeisterschaft 2017 fand vom 4. bis zum 5. Februar 2017 in Talsi statt.

## Medaillengewinner
| Disziplin    | Gold                                   | Silber                           | Bronze                           |
| ------------ | -------------------------------------- | -------------------------------- | -------------------------------- |
| Herreneinzel | Niks Podosinoviks                      | Kristaps Kalniņš                 | Andis Bērziņš                    |
| Dameneinzel  | Monika Radovska                        | Una Berga                        | Ieva Pope                        |
| Herrendoppel | Niks Podosinoviks Reinis Šefers        | Guntis Lavrinovičs Kārlis Vidass | Didzis Gureckis Kristaps Kalniņš |
| Damendoppel  | Monika Radovska Jekaterina Romanova    | Ieva Pope Anna Pumpure           | Una Berga Liāna Lenceviča        |
| Mixed        | Guntis Lavrinovičs Jekaterina Romanova | Kristaps Kalniņš Monika Radovska | Niks Podosinoviks Ieva Pope      |